# Schneider et Cie
La Schneider et Cie, o Schneider-Creusot, è stata un'acciaieria storica francese ed un'importante azienda di armamenti. Dopo la seconda guerra mondiale essa evolverà cambiando e diversificando le sue attività per diventare infine Schneider Electric.

## Prodotti
Cannoni e obici
- 75 mm Mle. 1897
- 75 mm Schneider-Danglis Mle 1906/09
- Déport 75 mm da fortezza
- Schneider 105 mm C Mle 1934
- Schneider 105 mm L Mle 1936
- Schneider 105 mm M Mle. 1919
- Schneider 105 mm Mle. 1913
- Schneider 155 mm C Mle. 1917
- Schneider 155 mm L Mle 1918
- Schneider 220 mm TR Mle 1915/1916
- Schneider 280 mm Mle 1914
- Schneider 37 mm Mle 1930
- Schneider 75 mm M Mle 1919
- Schneider 76 mm M Mle 1909
- Schneider Court 105 mm M Mle 1909

Semoventi d'artiglieria e cannoni ferroviari
- Obusier de 520 modèle 1916
- Schneider 280 mm Mle 1914 Chenillé (fornitore del cannone)

Carri armati e blindati
- AMC Schneider P16
- Citroën-Kégresse
- Schneider CA1
- SOMUA S35

Navi
- Classe Drazki (6 torpediniere per la Voennomorski sili na Bălgarija)
- Kanguroo (proprietario della nave)

Sommergibili
- Classe Argonaute (sommergibile)
- Classe Aurore
- Classe Circé (sommergibile 1925)
- Classe Delfin (sommergibile) (2 sommergibili per la Polemikó Nautikó)

Locomotive
- Locomotiva Bourbonnais
- Locomotiva FS 150